# Jimmy Howard
James "Jimmy" Howard, född 26 mars 1984 i Ogdensburg, New York, var en amerikansk professionell ishockeymålvakt som spelade för Detroit Red Wings i NHL. Han har tidigare representerat dess farmarlag Grand Rapids Griffins i AHL. 
Han listades som 64:e spelare totalt i NHL-draften 2003 av Detroit Red Wings.
Howard gick ut med att han slutade sin karriär 28 januari 2021.